# Филип Грубауер
Филип Грубауер (  — Розенхајм, 25. новембар 1991) професионални је немачки хокејаш на леду који игра на позицији голмана.
Члан је сениорске репрезентације Немачке за коју је на међународној сцени дебитовао на светском првенству 2014. године.
Учествовао је на улазном драфту НХЛ лиге 2010. где га је као 112. пика у четвртој рунди одабрала екипа Вашингтон капиталса. За тим из главног града Сједињених Држава дебитовао је 27. фебруара 2013. на утакмици протиф Филаделфија флајерса.